# 10117 Танікава
10117 Танікава (10117 Tanikawa) — астероїд головного поясу, відкритий 1 жовтня 1992 року.
Тіссеранів параметр щодо Юпітера — 3,226.
Названо на честь Танікави (яп. たにかわ(谷川) танікава).